# Sa’ar-4.5-Klasse
Die Saʿar-4.5-Klasse (hebräisch סַעַר ‚Sturm‘) ist eine Schnellbootklasse der israelischen Marine und eine Weiterentwicklung der Saʿar-4-Klasse. Sie wurde in zwei verschiedenen Unterklassen gebaut und besteht aus zehn Booten, die alle für die israelische Marine gebaut wurden.

## Aliya-Unterklasse

### Geschichte

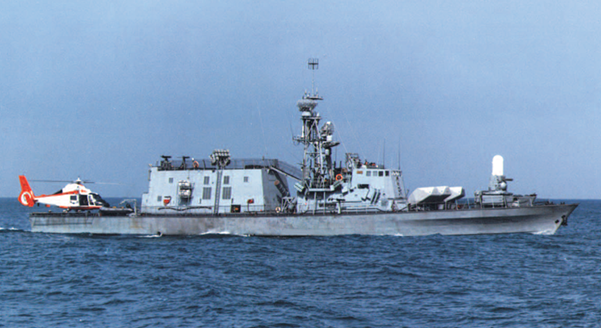
INS Aliya, 1985

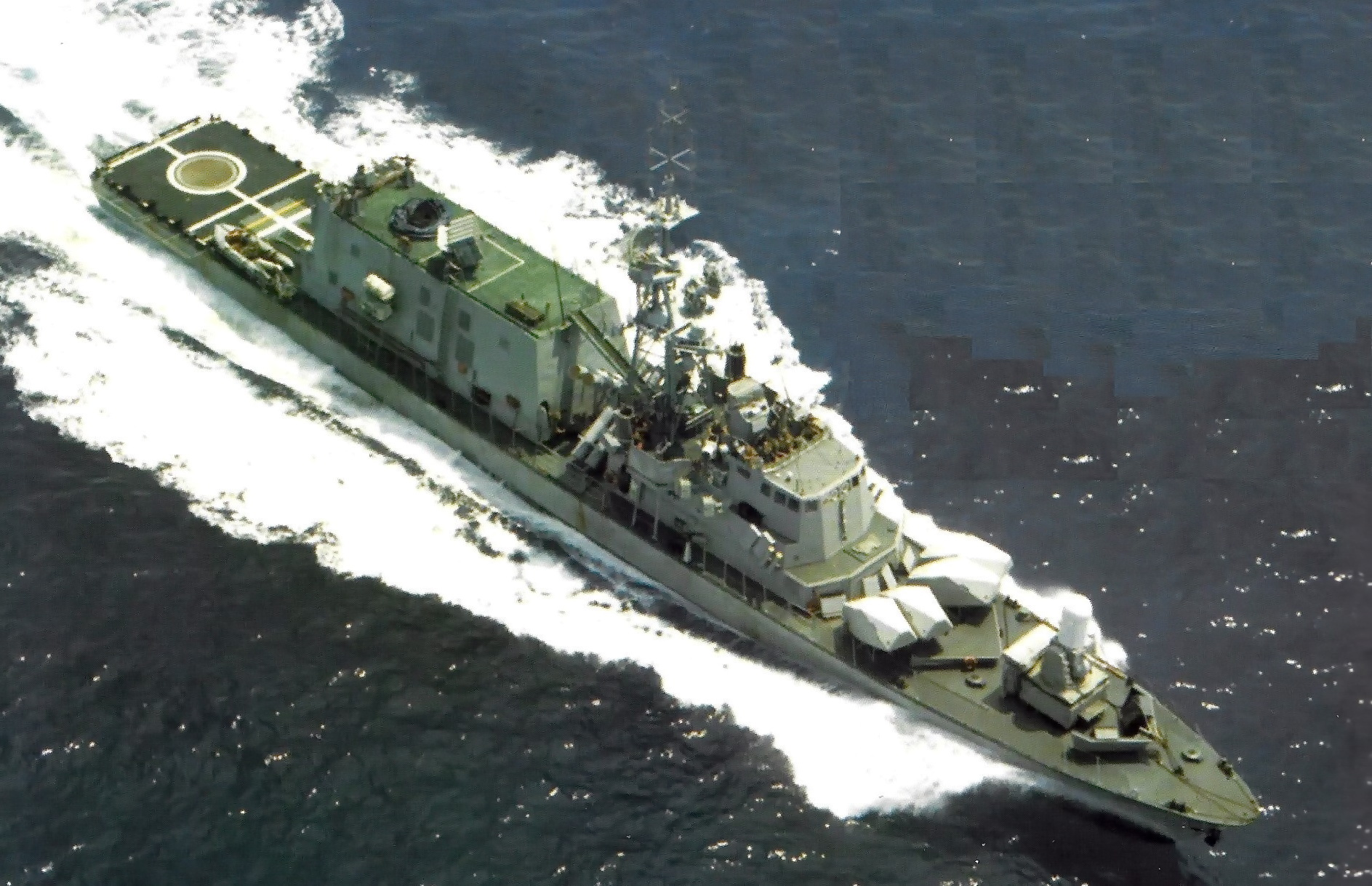
INS Geʾula, 1982

Die beiden Boote der Aliya-Unterklasse waren die INS Aliya (עֲלִיָּה ʿAlijjah, deutsch ‚Aufstieg‘) und die INS Geʾula (גְּאֻלָּה Geʾullah, deutsch ‚Erlösung‘). Der auffallendste Unterschied zu der Hetz-Unterklasse (חֵץ Chez, deutsch ‚Pfeil‘) ist die Ausrüstung mit einem Hubschrauberlandeplatz am Heck des Schiffes. Dadurch konnten die Schiffe bis zu zwei Hubschrauber transportieren, gewöhnlich Bell 206, McDonnell Douglas MD 500, Eurocopter HH-65 oder zuletzt den Eurocopter AS565 Panther. Die Schiffe der Aliya-Unterklasse sind die kleinsten Kriegsschiffe mit einem Hubschrauberlandeplatz und einem Hangar.
Beide Boote wurden 1980 gebaut und in Dienst gestellt.
Im August 1984 wurden die INS Aliya und die INS Geʾula bei einem Einsatz in dem palästinensischen Flüchtlingslager Nahr al-Bared im Norden des Libanon eingesetzt. Vier Hubschrauber vom Typ McDonnell Douglas MD 500, zwei von jedem Schiff griffen erfolgreich terroristische Ziele an. Ein ähnlicher Einsatz folgte im Juli 1985 im gleichen Flüchtlingslager.
Für die am 1. Oktober 1985 durchgeführte Operation Wooden Leg wurde ein Boot der Aliya-Unterklasse mit SAR-Hubschrauber in der Nähe von Malta stationiert, um eventuell abgestürzte Kampfpiloten zu bergen, was aber dann nicht nötig war.
Im Januar 2004 wurden beide Boote an die mexikanische Marine verkauft. Am 23. August 2004 wurden sie von Mexiko unter den Namen ARM Huracan und ARM Tormenta in Dienst gestellt.

### Bewaffnung
- 4 × AGM-84 Harpoon
- 4 × Gabriel-Anti-Schiffs-Raketen
- 2 × 20-mm-Oerlikon-Kanone
- Phalanx CIWS
- 2 × Browning-M2-Maschinengewehre

## Hetz-Unterklasse

### Geschichte

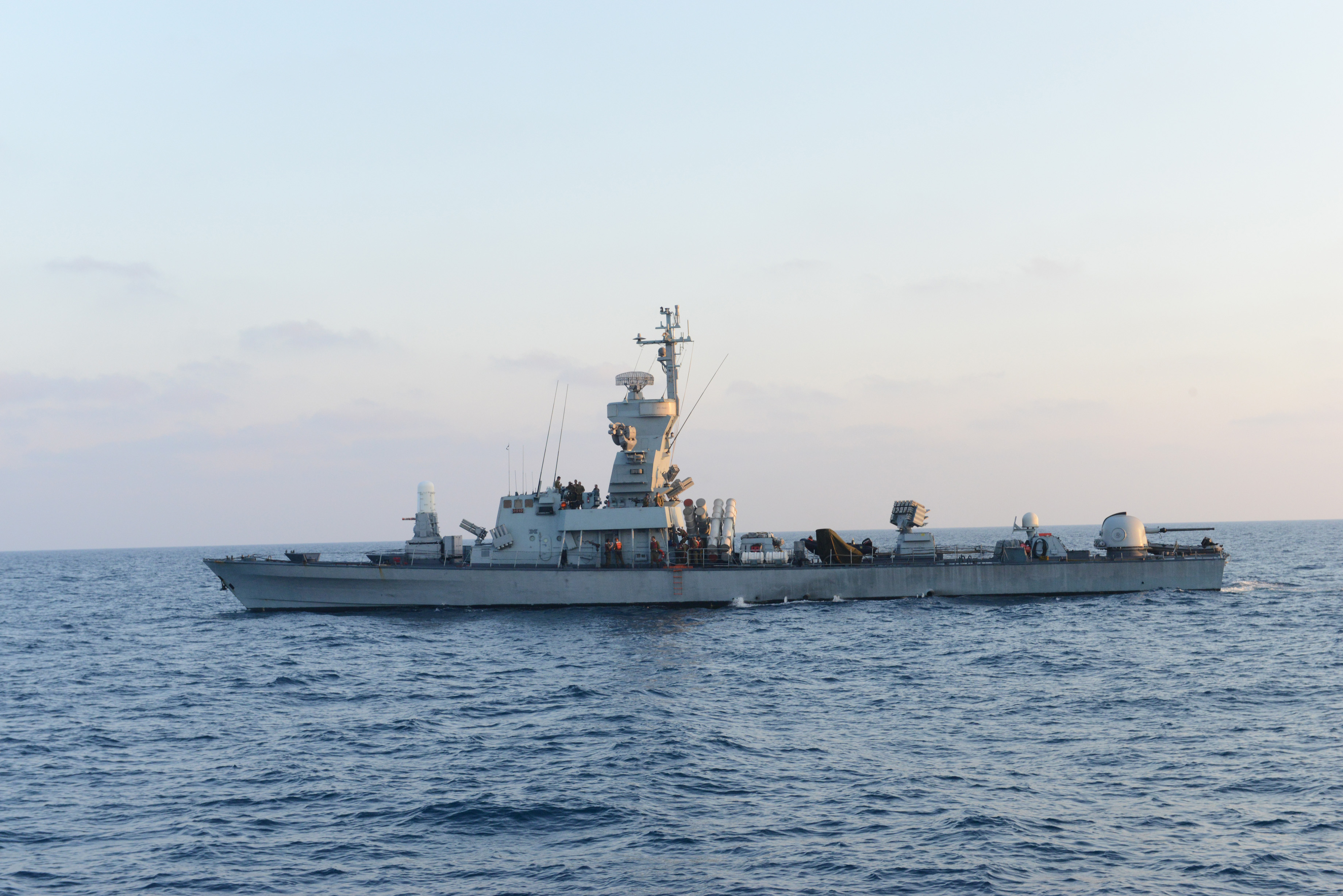
INS Sufa

Der ursprüngliche Plan sah den Bau von drei Schiffen vor. 1981 und 1982 wurden die ersten beiden Schiffe in Dienst gestellt, der Bau des dritten wurde 1984 aus Geldmangel zunächst eingestellt und erst 1990 wieder aufgenommen. 1997 und 1998 wurden drei Schiffe der Saʿar-4-Klasse zerlegt und aus Einzelteilen drei weitere Schiffe der neuen Klasse gebaut. Zwei weitere, verbesserte Schiffe, wurden 2002 und 2003 in Dienst genommen, wodurch sich die Anzahl auf acht erhöhte.

### Einheiten
Das Kürzel אח״י AChI steht für die Bezeichnung אֳנִיַּת חֵיל הַיָּם Ånijjat Chejl haJam (AChI), was soviel bedeutet wie Marineschiff (wörtlich Schiff des Korps der See). 
| Name         | Indienststellung | Außerdienststellung | Bemerkungen                                      |
| ------------ | ---------------- | ------------------- | ------------------------------------------------ |
| INS Romach   | 1981             |                     | אח״י רֹמַח AChI Romach, deutsch ‚Speer‘            |
| INS Keshet   | 1982             |                     | אח״י קֶשֶׁת AChI Qescheṭ, deutsch ‚Regenbogen‘      |
| INS Nirit    | 1991             |                     | אח״י נִירִית AChI Nīrīt, deutsch ‚Kugel‘           |
| INS Kidon    | 1997             |                     | אח״י כִּידוֹן AChI Kīdōn, deutsch ‚Wurfspieß/Frame‘ |
| INS Tarshish | 1997             |                     | אח״י תַּרְשִׁישׁ AChI Tarschīsch, deutsch ‚Tarsis‘     |
| INS Yaffo    | 1998             |                     | אח״י יָפוֹ Jafō, deutsch ‚Jaffa‘                   |
| INS Herev    | 2002             |                     | אח״י חֶרֶב AChI Cherev, deutsch ‚Schwert‘          |
| INS Sufa     | 2003             |                     | אח״י סוּפָה AChI Sūfah, deutsch ‚Orkan‘            |

### Bewaffnung
Da die Hetz-Unterklasse nicht über Einrichtung für Hubschrauber verfügen, ist mehr Platz für Waffensysteme vorhanden. Die Bewaffnung orientiert sich an der für die Saʿar-4-Klasse.
- 8 AGM-84 Harpoon
- bis zu 6 Gabriel-Anti-Schiffs-Raketen

oder bis zu 32 Barak-1-Flugabwehrraketen
- 76/62 Compact, Typhoon-Waffenstation
- 2 20-mm-Oerlikon-Kanone
- Phalanx CIWS
- 2 Browning-M2-Maschinengewehre